# Phuphena cilix
Phuphena cilix là một loài bướm đêm trong họ Noctuidae.